# Kladare
Kladare is een plaats in de gemeente Pitomača in de Kroatische provincie Virovitica-Podravina. De plaats telt 523 inwoners (2001).